# شركة النفط الإنجليزية الفارسية
شركة النفط الأنجلو-إيرانية (بالفارسیة: شرکت نفت ایران و انگلیس) هي شركة نفط تأسست عام 1909 تحت اسم شركة النفط الأنجلو-فارسية بعد اكتشاف كميات كبيرة من النفط في مسجد سليمان في إيران غير الاسم إلى شركة النفط الأنجلو-إيرانية عام 1935، ثم تغير ليصبح اسمها بريتيش بتروليوم عام 1954 وحاليا شركة بي بي، تعد شركة النفط الأنجلو-إيرانية أول شركة نفطية تعمل في الشرق الأوسط.، في عام 1951 قام محمد مصدق بتأميم الشركة و كانت هذه الخطوة سببا في الانقلاب عام 1953.